# Holandsfjorden
66°42′15.674″N 13°35′11.958″Ø / 66.70435389°N 13.58665500°Ø
Holandsfjorden er en norsk fjord i  den sydlige del af Meløy  kommune i Nordland fylke i Norge. Den  er ca. 25 km lang  fra Forøy  til Kilvik. Største dybde er ukendt, men som flere andre norske fjorde formentlig nogle hundrede meter. Fjorden er i dag mest kendt som adkomstrute til Engenbreen, en gletcherarm af  Svartisen. Engenbreen besøges af turister hele året. I dag har fjorden, ud over turisme,  kun begrænset kommunikationsmæssig betydning, mens den tidligere var en vigtig færdselsåre mellem et utal småbebyggelser og minesamfundet Rendalsvik langs fjorden. Den ydre del af Holandsfjorden kaldes Arhaugfjord og munder ud i Skardsfjord, mens den indre del kaldes Nordfjord. Nordfjordens bund ligger  i Kilvik hvor Svartisen kraftverk ligger og Svartistunnelen fra Fykan munder ud. Nordfjord bliver normalt delvis islagt i perioder hver vinter. På grund af ekstra tilførsel af ferskvand fra kraftværket har isdækket  øget efter at produktionen ved kraftværket startede i 1993, og en sjælden gang bliver hele Holandsfjord islagt.

## Trafik
- Fylkesvei 17, kystriksveien, følger nordsiden af fjorden fra Kilvik til Forøy (Æsøy) og krydser Arhaugfjorden med færgeforbindelsen  mellem Ågskaret og Æsøy.
- Daglig bådrute krydser fjorden mellem Holand og Engen (Svartisen).
- Hurtigruten, på strækningen Nesna – Ørnes – Bodø, tilbyder daglig udflugt med båd fra Skardsfjorden til Engen, og tur til brækanten og bus langs riksvei 17 fra Holand til Bodø.
- Uregelmæssige besøg af store og små turistskibe ind i  Holandsfjord til Engen.